# Flașnetă

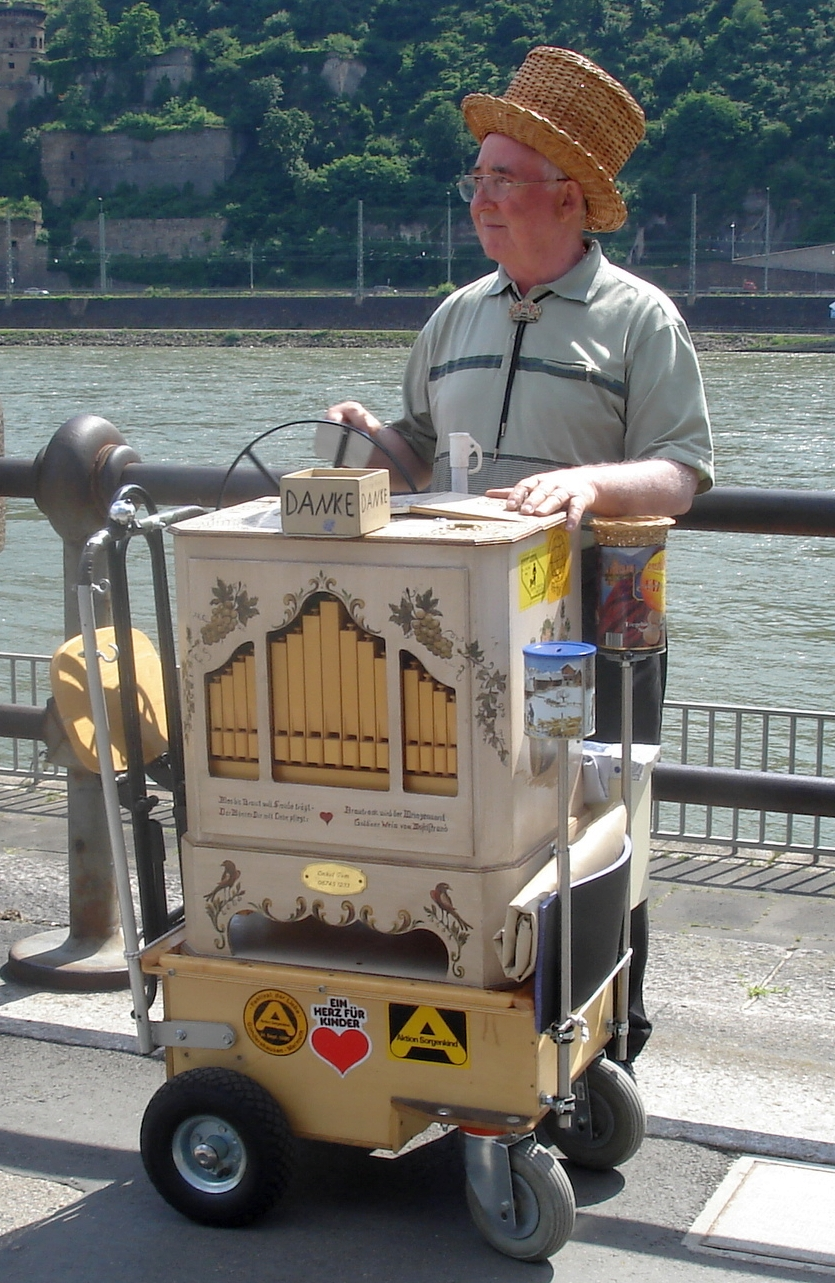
Flașnetar pe malul Rinului

Flașneta (denumită și caterincă) este un instrument muzical portabil, asemănător cu o orgă de dimensiuni mici, acționat cu o manivelă și folosit de muzicanții ambulanți. A apărut în Europa la începutul secolului al XVIII-lea.

## Legături externe

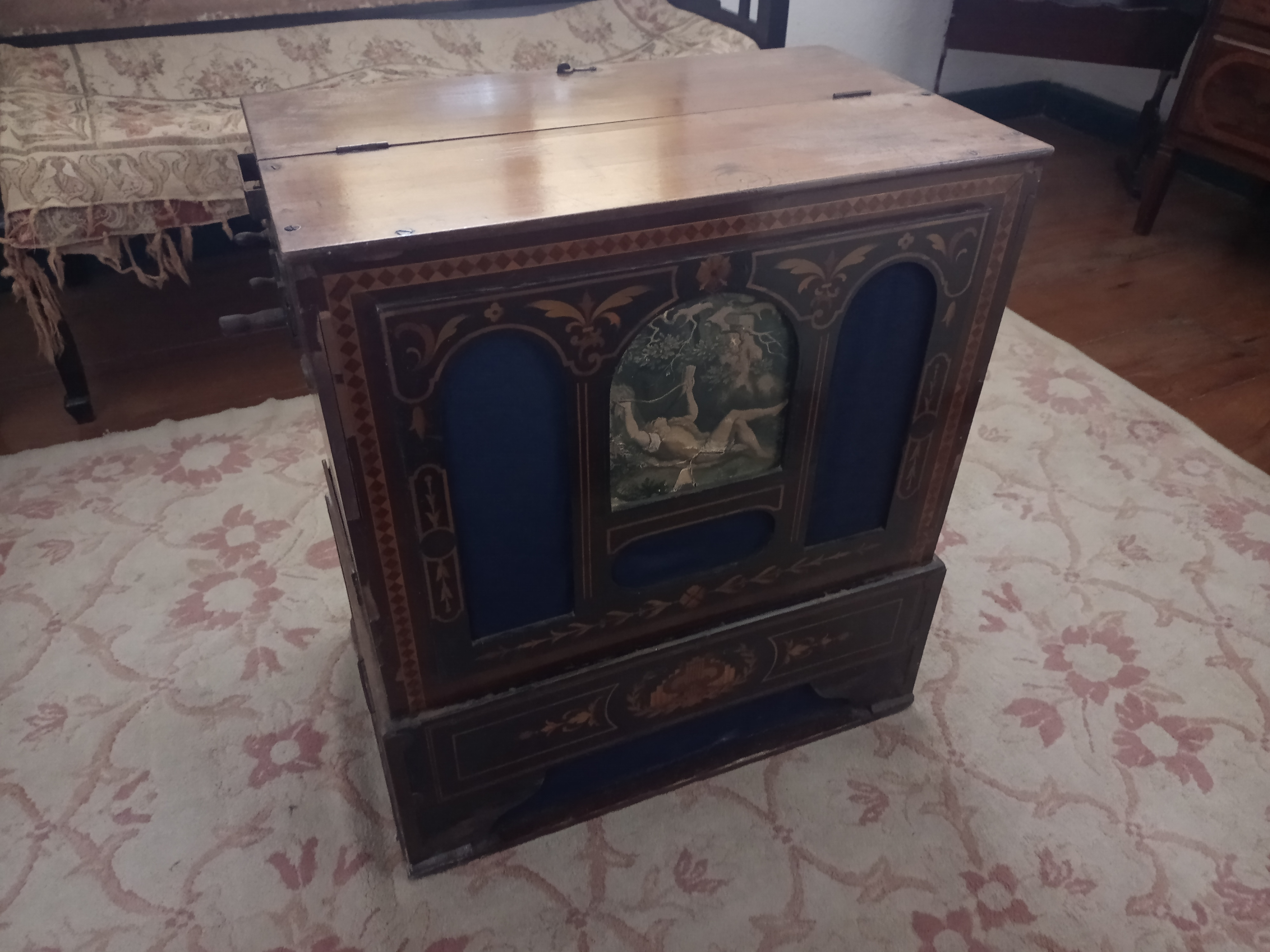
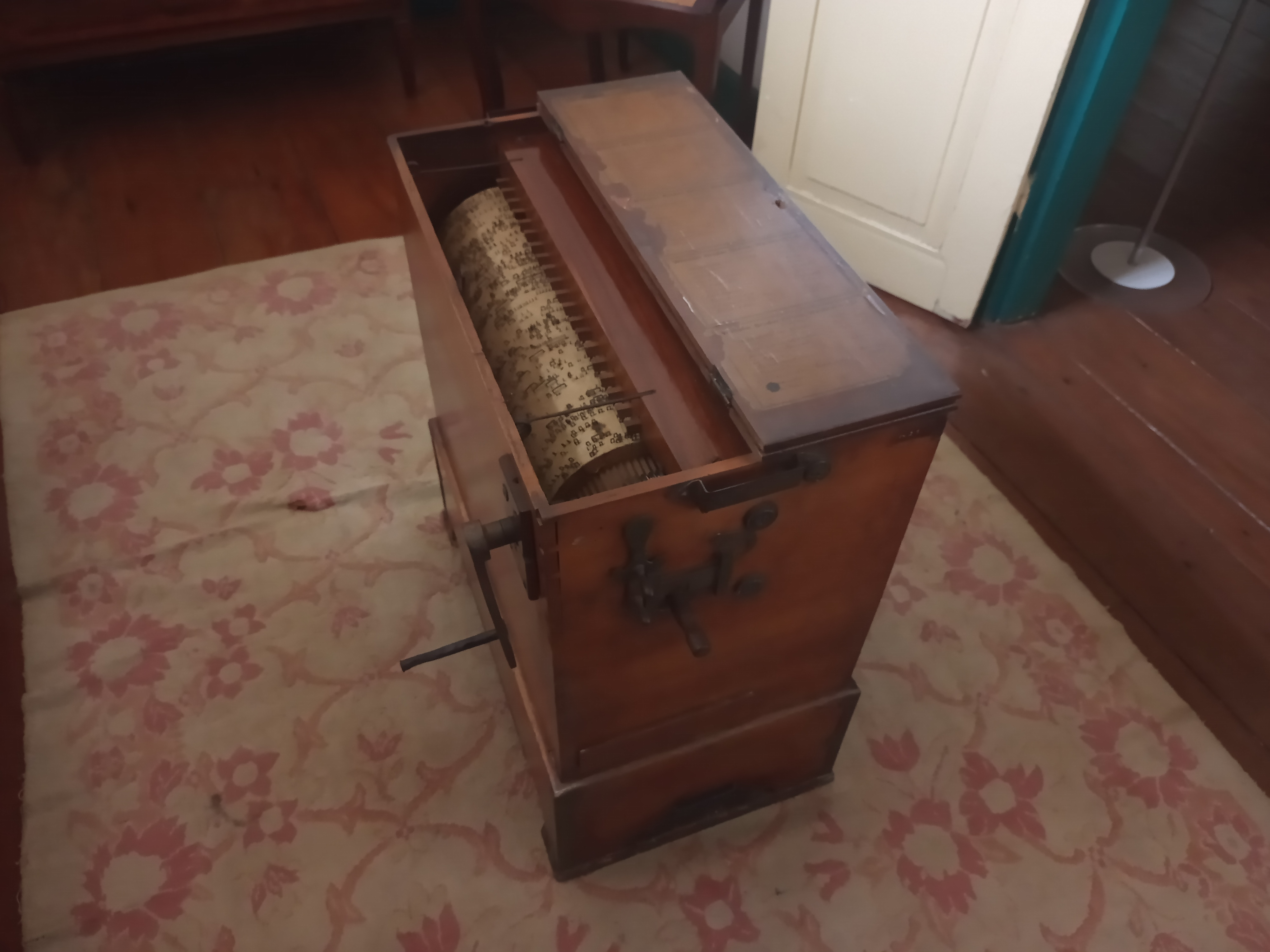
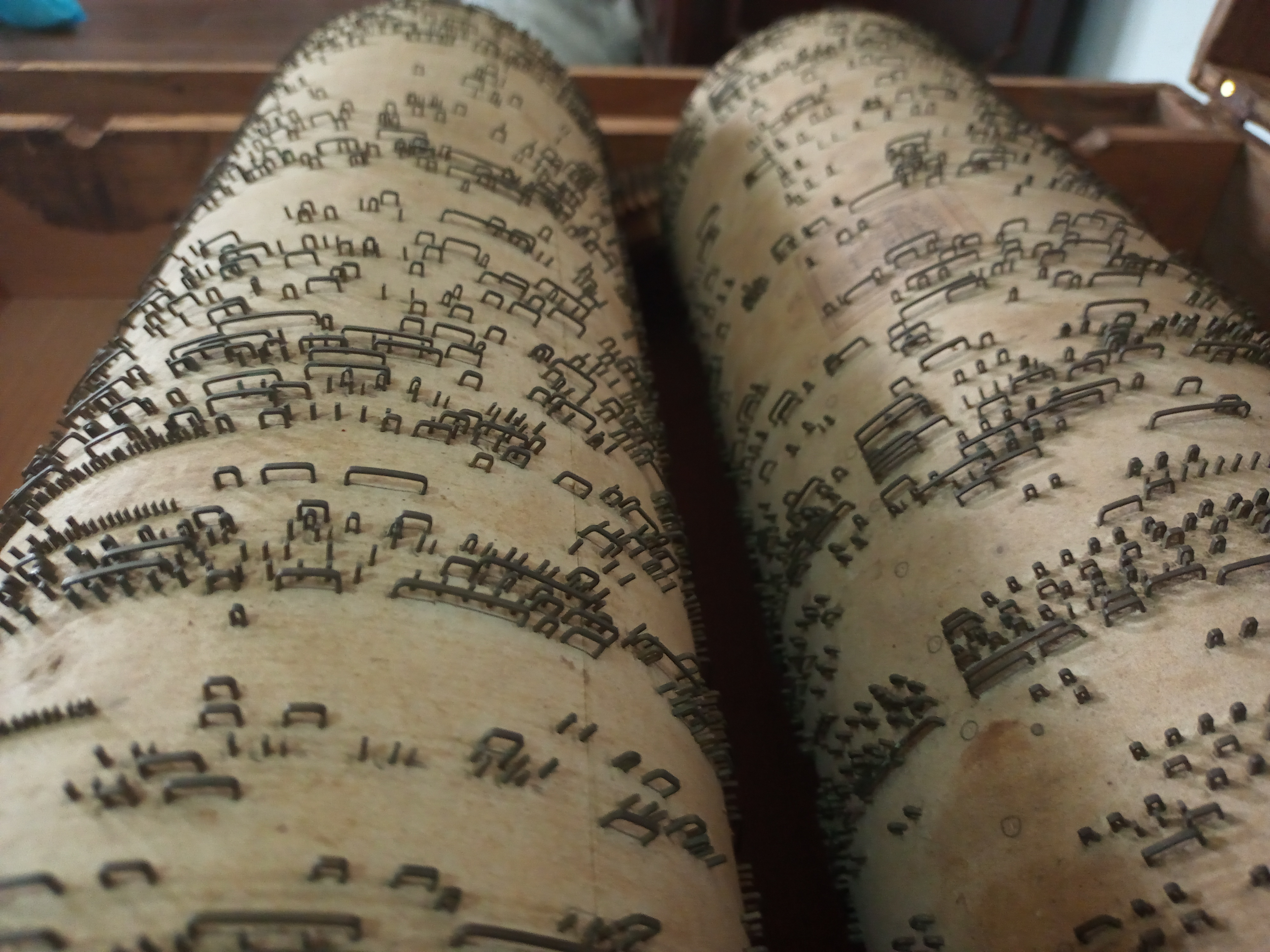